# Diferença de potencial de contato
Em física da matéria condensada, diferença de potencial de contato ou diferença de potencial de junção refere-se à diferença de potencial que decorre do aparecimento de um campo elétrico na região de junção em uma amostra constituída pelo contato de dois materiais com energias de Fermi diferentes.

## Definição
Considere a existência de apenas dois corpos diferentes – assumidos condutores por simplicidade mas sem perda de generalidade - bem afastados um do outro. Nesta situação, a condição de equilíbrio impõe que as energias de vácuo para ambos seja a mesma uma vez que não há campo elétrico na região que contém os corpos. Sendo diferentes, as energias de Fermi dos dois corpos não estão no mesmo nível uma vez que os corpos possuem funções trabalho Φ assumidamente diferentes e em tal situação a energia de nível de vácuo é a mesma para os dois. Ao serem colocados em contato, entretanto, as energias de Fermi dos dois corpos devem igualar-se, pois esta é uma condição para o equilíbrio termodinâmico do sistema composto, e para que isto aconteça, cargas elétricas do corpo com maior energia de Fermi fluirão para o corpo que possui menor energia de Fermi. Este fluxo de cargas fará surgir na região da junção dos dois materiais um campo elétrico e a existência deste campo elétrico implicará, de acordo com as leis do eletromagnetismo, na existência de uma diferença de potencial entre os dois corpos. Esta Diferença de Potencial de Contato, nomeada em função do processo que a originou, tem seu valor determinado pela diferença nas energias de Fermi dos dois materiais envolvidos, uma vez que sua função é possibilitar o justo nivelamento delas. Assim:
eΘ = Φ1 − Φ 2 
onde Φ1 e Φ2 são as funções trabalho dos dois materiais em consideração, “e” a carga elementar e “Θ” a diferença de potencial de contato entre os corpos.
Repare que, ao igualarem-se as energias de Fermi dos dois corpos, o nível de energia de vácuo nos extremos das amostras, assumidas longas, não serão mais os mesmos, pois há agora um campo elétrico no espaço externo aos corpos próximo à região de junção.

## Curvatura de bandas
Repare que nos extremos dos corpos, assumidos a título de ilustração em forma de barra e longos, a situação original não será alterada, sendo que a posição das bandas de energia e do nível de vácuo em relação ao nível de Fermi do sistema será, para cada um dos corpos, similar à original. Na região da junção, entretanto, o nível de vácuo deve passar de um valor menor, de um lado da junção, a um valor maior, do outro, ambos medidos em relação ao nível de Fermi, agora comum ao sistema. O mesmo deve ocorrer com as bandas de energia. Em outras palavras, as bandas de energia bem como o nível de vácuo devem curvar-se na região de junção de forma a permitir a transição entre os diferentes níveis de energia encontrados nos extremos de cada corpo. Tal fenômeno é conhecido como curvatura de bandas ou “band bending”.

## Aplicações
Diferenças de potencial de contato manifestam-se em vários fenômenos físicos, como na eletrização por atrito. Ao contrário do senso comum, o atrito neste caso serve apenas para melhorar o contato entre as superfíciees dos corpos, microscopicamente rugosas na prática. A transferência de cargas deve-se apenas à diferença entre suas energias de Fermi, e não ao atrito em si.
Os “metais de sacrifício” presos aos cascos de navios são outro exemplo prático.
O potencial de contato deve ser considerado em experiências práticas de fotoemissão, uma vez que há um contato elétrico, necessário, entre a amostra em estudos e o analisador de elétrons do espectrômetro, e o fenômeno se manifesta nos espectros medidos.
A diferença de potencial de contato é fundamental também na eletrônica de estado sólido onde normalmente há a junção de semicondutores dopados de forma diferente (junção PN), sendo responsável pela diferença de potencial de aproximadamente 0,7V medida em diodos de silício quando em condução, ou de 0,3V caso se considere o componente de germânio.